# Hobot & Co
HOBOT&Co — київський музичний гурт, створений в 2006 році відомим українським контрабасистом Юрієм Галініним. Гурт виконує композиції в таких музичних напрямках, як рок-н-рол, ритм-енд-блюз, рокабілі, блюграс, neo-swing, серф, hellbilly, southern alcobilly. В репертуарі гурту є як авторські пісні, так і пісні, створені у співавторстві з різними поетами. Також у пісенному арсеналі гурту є й пісні таких відомих авторів, як Майк Науменко та Віктор Цой, що у інтерпретації музикантів HOBOT&Co набули нового оригінального звучання.
Гурт постійно запрошують на виступи до відомих клубів та на вечірки різних міст України, Росії та Білорусі. Крім того, HOBOT&Co часто брали участь у популярних українських телешоу («Інтуїція», «Підйом», «Україна має талант», т.і.).
За словами лідера гурту Юрія Галініна, концепція творчості колективу – це «пропаганда живого, первозданного звуку та відвертого, нерафінованого оголеного драйву».

## Участь у фестивалях
За час існування колективу HOBOT&Co взяли активну участь у таких фестивалях:
- Koktebel Jazz Fest alt.Stage
- Байкерський фестиваль «Гоблін Шоу» (Одеса) — щорічно з 2009 р.
- Live in Blue Bay Jazz Fest (Коктебель) — щорічно з 2010 р.
- «Кубок музторга»
- NordMotoFest
- «Полтавська битва»
- «Антигламур-Фест» (Коктебель)
- ГОГОЛЬFEST (Київ)
- Вечори пам'яті Василя Гонтарського (Київ)
- Перший Всеросійський фестиваль гітарної музики (м. Пльос)
- Щорічні вечори пам'яті Віктора Цоя (Київ)
- «День миру та музики на Каховському плацдармі» (Нова Каховка) — 2014 р.

## Робота у кіно
У 2006 році музиканти HOBOT&Co знялися у художньому фільмі «Рік Золотої рибки», де було використано дві пісні з репертуару гурту: «Проводи» та «Ти мені не…»
У 2011 році HOBOT&Co знялися у художньому фільмі «Мама мимоволі», для якого створили фінальну пісню фільму та виконали дві свої оригінальні композиції — «Я так тебе люблю» та «Суворий Крим».

## Сучасний склад гурту
- Юрій Галінін («Хобот») — вокал, контрабас
- Юрій Бікбаєв — гітари, бек-вокал
- Олександр Миколайович Птічкін — ударні, бек-вокал (грає на ударних інструментах в рок-гурті Георгія Делієва)

## Колишні учасники гурту
- Герман Єгоров — гітары
- Олексій Березюк — ударні
- Макс Смоголь — гітары
- Віктор Щєглов — ударні
- Макс Кучєров — губна гармоніка
- Олександр Дем'яненко — гітары
- Михайло Дем'яненко — ударні
- Олександр Єжков — ударні
- Василь Солом'яний — ударні
- Іван Короп — гітары
- Ігор Гурський — губна гармоніка.

## Дискографія

### Студійні альбоми
HOBOT&Co Live in Kiev CD — 2012 р.

### Збірники
Psychobilly Outlaws A Tribute To The Meantraitors (HOBOT&Co — «I Remember») — 2013 г.
HANGDOG (HOBOT&Co — «Скінчилося літо», «Найкращі дні») — 2014 г.
Buts Under the Bridge № 1 (HOBOT&Co — «Вона була») — 2016 г.